# Notora
Notora (rusky Нотора, jakutsky Нуотара) je řeka v Jakutské republice v Rusku. Je dlouhá 308 km. Plocha povodí měří 7440 km².

## Průběh toku
Ústí zleva do Aldanu (povodí Leny).

## Vodní režim
Zdrojem vody jsou dešťové a sněhové srážky. Průměrný roční průtok vody ve vzdálenosti 37 km od ústí činí 7 m³/s. Zamrzá v říjnu, promrzá až do dna v prosinci a rozmrzá v květnu. Nejvyšších vodních stavů dosahuje od května do července. I v dalších měsících před zamrznutím pak může docházet k povodním.

## Využití
Údolím prochází silnice Jakutsk – Usť-Maja.